# 카리스마 (영화)
"카리스마"는 1996년에 개봉한 대한민국의 액션 영화이다.

## 줄거리
한때 촉망받는 운동선수였던 지훈(한국일)은 어느날 조직 폭력배들간의 싸움에 말려들어 친구였던 동진(이동준)의 살인죄를 대신 뒤집어쓰고 복역을 한다. 지훈은 그런 쓰라린 과거를 잊은 채 마굿간에서 잡부 생활을 하며 칩거 생활을 하던중 동진의 부하들로부터 그 옛날로 돌아가자는 제안을 받지만 일언지하에 거절한다. 그러나 지훈을 다시 영입하려는 동진의 계획은 집요하게 계속되고 지훈이 계속 거절하자 동진은 하나밖에 없는 여동생인 수아(이승신)를 마지막 카드로 이용하여 지훈을 포섭하려고 애를 쓴다. 한편 동진의 친동생인 동석(최태은)은 평소 자신의 능력에 대해 열등감을 느끼던 중 아버지로부터 심한 핀잔을 들은 후 허락도 없이 동진이 부하들을 이끌고 나이트 클럽을 쳐들어가는 무모함을 저지른다.

## 캐스팅
- 한국일 : 강지훈 역
- 이승신 : 홍수아 역
- 이동준 : 박동진 역
- 최태은 : 박동석 역
- 이하얀 : 채은영 역
- 고명안 : 백중민 역
- 이주철 : 황지웅 역
- 현길수 : 육중철(조 사장) 역
- 진봉진 : 박 회장 역
- 오일환 : 찬 역
- 김일중 : 태호세 역
- 정봉연 : 정두성 역
- 윤철희 : 장일호 역
- 서억석 : 문하빈 역
- 김승대 : 박강욱 역
- 박진위 : 최태산 역
- 오명근 : 정민홍 역
- 유비 : 홍수찬 역
- 김대환 : 최시열 역
- 김한성 : 박칠성 역
- 김재원 : 황금식 역
- 박광설 : 유하춘 역
- 서범식 : 최진철 역
- 고명만 : 손명근 역
- 강민재 : 이슬 역
- 유준오 : 신사 역
- 정용준 : 화가 1 역
- 김면정 : 마담 역

## 제작진
- 감독/각본 : 김두영
- 각색/무술감독 : 한국일
- 제작 : 정완호
- 기획 : 길성달
- 촬영 : 정순상
- 조명 : 정덕규
- 편집 : 강명완
- 음악 : 이원찬
- 의상 : 염유미, 송진숙
- 분장 : 김미애, 정수영, 우진숙
- 녹음 : 영화진흥공사
- 효과 : 양대호
- 특수효과 : 한용
- 조감독 : 김병삼, 최연길, 김태균, 채철우
- 스틸 : 김영일
- 현상 : 세방현상소
- 색보정 : 한광동
- 홍보 : 팀웍
- 스크립터 : 문서진, 최종혁, 서우회
- 제작부 : 유영하, 정진석
- 촬영팀 : 황철현, 차대근, 황지훈, 김정일, 이진우
- 조명팀 : 남한호, 손영태, 송정환, 정진우, 우혁재
- 캐스팅 : AC 1985
- 옵티컬 : 윤종두
- 광고 : 무비존
- 일러스터 : 장준, 박찬익